# Hessen-Flieger Verein für Luftfahrt 1924 Darmstadt
Der Hessen-Flieger Verein für Luftfahrt 1924 Darmstadt e. V. ist ein gemeinnütziger Verein, der sich der Pflege des Luftsports und der Luftfahrtausbildung verschrieben hat. Der Verein hat seinen Sitz am Frankfurt-Egelsbach Airport. Er zählt zu den ältesten und traditionsreichsten Luftsportvereinen in Deutschland und hat etwa 150 Mitglieder.

## Geschichte

### Vorläufer
Das Interesse an der Luftfahrt in Darmstadt lässt sich bis ins 18. Jahrhundert zurückverfolgen, denn bereits 1783 brachte Erbprinz Ludwig I. von Hessen-Darmstadt kleine Ballons zum Experimentieren bei Hof aus Paris mit. 1908 gründete August Euler die Euler-Flugmaschinenwerke in Griesheim.
Unter diesem Eindruck gründeten fünf junge Männer um Hans Gutermuth nach einem Besuch der Internationalen Luftschiffahrt-Ausstellung in Frankfurt am 25. August 1909 die Flug-Sport-Vereinigung Darmstadt. Kurz darauf entstand das Gleitflugzeug F.S.V. I, mit dem erste Flugversuche zunächst von drei Meter hohen Holzstapeln erfolgten. Bereits 1910 lud die FSV Darmstadt zur ersten Darmstädter Flugsportausstellung auf dem Pferdemarkt an der Holzhofallee ein. Ab 1911 flog die FSV auf der Wasserkuppe. Im gleichen Jahr ging aus der FSV die Hessische Flugstudien-Gesellschaft hervor und am 22. Juli 1912 stellte Hans Gutermuth mit dem Doppeldecker FSV X mit einer Flugstrecke von 838 Metern und einer Flugdauer von 112 Sekunden einen Weltrekord auf. 1913 benannte sich die Hessische Flugstudien-Gesellschaft in Verein für Luftfahrt Darmstadt um und schloss sich 1925 mit den 1924 gegründeten Hessen-Fliegern zum Hessen-Flieger Verein für Luftfahrt 1924 Darmstadt zusammen. Die Mitglieder der Hessen-Flieger hatten sich bereits seit 1911 an Zuverlässigkeitsflügen, Flugtagen, Ausstellungen und Vorträgen beteiligt.

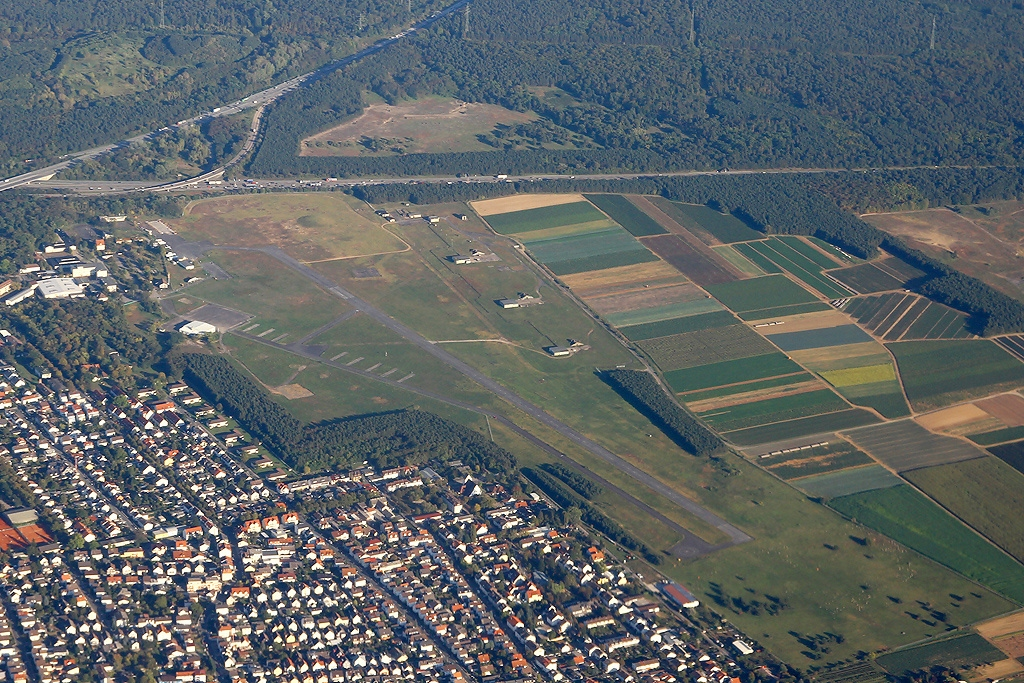
Luftaufnahme des August-Euler-Flugplatzes (Griesheimer Sand)

### Weimarer Republik
Da der Darmstädter Flugplatz Griesheimer Sand nach dem Ersten Weltkrieg bis 1930 französisch besetzt war, setzte der Verein sich als erstes erfolgreich für die Errichtung eines neuen Flugplatzes ein. Die Stadt Darmstadt überließ dem Verein die sogenannte Lichtwiese zur Anlage eines neuen Flugfeldes, das am 13. und 14. Juli 1924 eingeweiht werden konnte. Nachdem die französischen Truppen im Jahr 1930 abzogen, wurde der Flugplatz Griesheimer Sand wieder hergerichtet und auch von den Hessen-Fliegern genutzt. Im Frühjahr 1934 wurde der Flugbetrieb dann offiziell von der Lichtwiese ganz auf den Griesheimer Sand verlagert.

### Im Dritten Reich
Im Zuge der Gleichschaltung im Dritten Reich wurden alle verbliebenen Vereinsmitglieder aufgefordert, sich der Landesgruppe 11 Darmstadt des neuen Deutschen Luftsport-Verbandes anzuschließen. Der Verein der Hessen-Flieger kam dadurch vollkommen zum Erliegen.

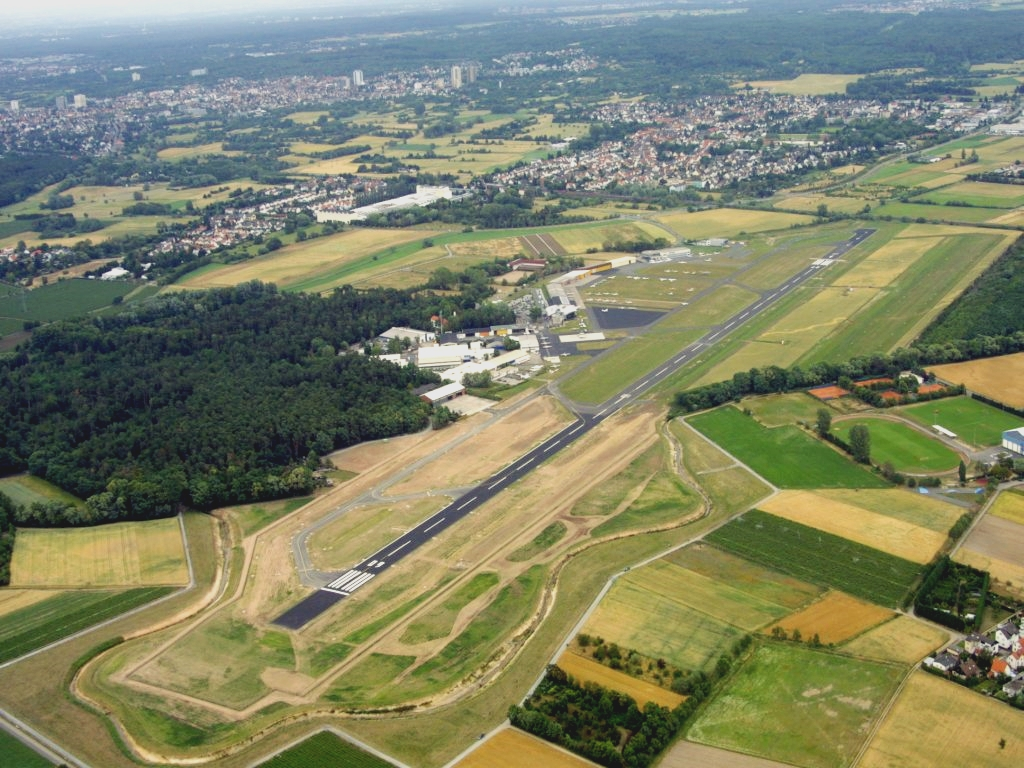
Frankfurt-Egelsbach Airport

### Nachkriegszeit
Die Nachkriegszeit brachte für die Darmstädter Flieger große Herausforderungen, denn ihr ehemaliger Heimatflugplatz war von der U.S. Army besetzt. So sammelten sich die Flugsportler zunächst ab 1951 im Aero-Club Darmstadt und ab 1953 auch im Sportflieger-Club Darmstadt. 1968 entschied eine Gruppe von Motorfliegern, den Hessen-Flieger Verein und dessen Traditionen wieder aufleben zu lassen, da die Aussicht bestand, den besetzten Griesheimer Sand mitnutzen zu dürfen.
Am 17. Januar 1969 trafen sich zehn Flugbegeisterte im Darmstädter Lokal Zum Rosengarten und beschlossen die Neugründung des Vereins, und am 7. Februar fand die erste Hauptversammlung statt.
Im Jahr 1992 kündigte die U.S. Army den Hessen-Fliegern die Mitbenutzung des Flugplatzes zum 31. Mai und der Verein wechselte zu seinem heutigen Standort am Flugplatz Egelsbach.

## Griesheimer Dreieck
Das Griesheimer Dreieck war ein Navigationsflugwettbewerb, der zum ersten Mal am 2. September 1972 von den Hessen-Fliegern und dem BFS-Fliegerclub ausgerichtet wurde. Der Wettbewerb beinhaltete unter anderem die Beantwortung von Fragen zu verschiedenen luftfahrtbezogenen Themen sowie einen Dreiecksflug Oppenheim – Bensheim – Bismarckturm mit Suchbildern. Prominentester Teilnehmer des ersten Griesheimer Dreiecks war der Darmstädter Oberbürgermeister Heinz Winfried Sabais. Bis 1990 wurde der Wettbewerb jährlich im Frühsommer veranstaltet.

## Öffentlichkeitsarbeit
In unregelmäßigen Abständen veranstaltet der Verein zusammen mit seinem Kooperationspartner – dem DFS-Fliegerclub – Charityevents, bei denen schwerkranke Kinder zusammen mit ihren Familien für Rundflüge eingeladen werden. Seit 2018 organisieren die Hessen-Flieger in Zusammenarbeit mit anderen Anliegern des Flugplatzes Egelsbach ein alljährliches Flugplatzfest.

## Flotte
Der Verein betreibt zur Zeit vier Flugzeuge.
- D-EWWF – Diamond Aircraft DV20 Katana
- D-ETLA – Piper Aircraft P28A-181 Archer III
- D-EXFS – Cessna Aircraft C 172 Skyhawk
- D-EIWK – Piper Aircraft P28B-236 Dakota

Vier weitere Maschinen werden vom Kooperationspartner DFS-Fliegerclub betrieben.

## Flugschule
Der Verein betreibt eine Flugschule, um seinem Vereinszweck – der Förderung des Motorflugsports der Jugend – nachzukommen. Folgende Ausbildungen werden angeboten:
- europäische Privatpilotenlizenz PPL(A)
- Leichtluftfahrzeug-Pilotenlizenz LAPL(A)
- Nachtflugqualifikation
- Instrumentenflugberechtigung
- Motorfluglehrberechtigung FI(A)

## Auszeichnungen
Am 29. Oktober 2011 wurde dem Verein auf dem 70. Deutschen Segelfliegertag neben der Silbernen Ehrenplakette des Hessischen Ministerpräsidenten auch die Sportplakette des Bundespräsidenten verliehen. Der Verein erhielt diese Auszeichnungen aus Anlass seines einhundertjährigen Bestehens und seiner Verdienste um die Pflege des Luftsports.

## Bekannte Mitglieder
- Hans Gutermuth, Segelflugpionier
- Otto Heinrich Graf von Hagenburg, deutscher Unternehmer und Erfinder
- Ernst Jachtmann, deutsche Flugpionier
- Heinz Winfried Sabais, Darmstädter Oberbürgermeister[5]